# Bordelongue
Bordelongue est un quartier d'affaires de Toulouse situé au sud de la ville, sur la route de Seysses. Le quartier, inclus dans le quartier de Lafourguette, n’existe plus en tant que tel, il a été profondément modifié par l’implantation du périphérique qui le traverse. Il reste présent par le souvenir d’un camp d’internement au cours de la Seconde Guerre mondiale et d’une fosse contenant les corps de résistants exécutés par les Allemands.

## Historique du quartier
Le nom vient d’un grand domaine existant au XVIIe siècle, « Borde longue » (Borde signifie « ferme »), plus tard divisé en parcelles plus petites.
Pendant la Seconde Guerre mondiale, on y installe un camp d’internement. Le 4 septembre 1944, on y découvre le charnier dans lequel ont été jetés les corps de vingt-huit résistants fusillés par les Allemands entre septembre 1943 et avril 1944 dont Jacques Sauvegrain ou Henri Arlet du Maquis Bir-Hakeim. Une stèle porte les noms des martyrs. Après guerre, les baraquements continuent à être utilisés par des populations défavorisées. En 1947, on construit le Centre de Formation professionnelle des adultes qui accueillera jusqu’à plus de mille deux cents stagiaires. Les derniers baraquements disparaissent dans les années 1970 avec les grands travaux de la « rocade » (périphérique).
Le quartier est en voie de réhabilitation. Situé à proximité du complexe chimique AZF et donc ayant subi les dégâts liés à l’explosion du 21 septembre 2001, il bénéficie du mouvement de rénovation. Une zone franche urbaine a été créée en 2004 par la ville de Toulouse. En 2006, elle a été déclarée d’intérêt communautaire et est sous le contrôle du Grand Toulouse.

## Le charnier
Il y avait deux autres sépultures clandestines dans la région :
- Le champ de tir, route de Lacroix-Falgarde : trois corps tous reconnus ;
- Castelmoron : quinze corps dont cinq reconnus en octobre 1944.

On remarquera le lourd tribut payé par le département de Lot-et-Garonne. Sur les vingt-huit noms de la stèle de Bordelongue : quatorze, la moitié, habitaient ce département.

### Découverte du charnier
Jeanine Brisseau-Loaiza, fille de Jean Brisseau, qui a relevé cette liste a écrit la note suivante :

« La stèle porte vingt-huit noms ; la liste recopiée dans le dossier Bordelongue du musée de la Résistance de Toulouse n’en donne que vingt-sept et parle d’un corps à l’identité inconnue. Un document de la police de Toulouse du 5 février 1944, transmis par les Archives départementales de la Haute-Garonne révèle qu’il s’agit vraisemblablement du corps d’Émile Coiry. Un avis du commandement allemand du 29 avril 1944 signalait que trois ressortissants français avaient été condamnés à mort à Toulouse et fusillés le 19 avril : Charles Boizard, Georges Larrive et Emile Coiry. « Les corps des deux premiers ayant été retrouvés à Bordelongue, le seul cadavre non identifié peut être celui d’Émile Coiry » et un signalement est donné dont un âge évalué à vingt-cinq ans environ. »

Les articles de deux journaux de septembre 1944 relatant la découverte du charnier et les dires de Mme Ramon, habitante de la ferme : le no 4 du vendredi 8 septembre 1944 de Vaincre (quotidien des Forces Françaises de l'Intérieur) et le Patriote du sud-ouest, no 18 du jeudi 7 septembre 1944 ne parlent pas d’exécutions sur place mais de transport de corps en camion de nuit et de jour et d’inhumations. Sept dates ont été notées par Mme Ramon :
- Le 9 novembre 1943 au matin. Il s’agit de l'employé, André Vasseur, et de trois étudiants, Henri Arlet et deux étudiants du lycée Fermat de Toulouse (Edmond Guyaux et Jacques Sauvegrain) partis après leurs examens dans le maquis Bir-Hakeim de la Montagne Noire, arrêtés et emprisonnés puis fusillés le 9 novembre à la prison Saint-Michel. Du sang frais est signalé par Mme Ramon près de la fosse[1].
- Dans la nuit du 27 au 28 décembre 1943 ; puis le 5 janvier au matin, deux camions portant les corps des neuf membres d’un groupe de Lot-et-garonnais condamnés à mort le 4 décembre 1943 par un conseil de guerre allemand de l’armée du sud de la France comme « francs-tireurs et pour avoir favorisé l’ennemi et pris part à la résistance armée contre l’armée allemande » (jugement envoyé le 10 janvier 1944 au Préfet à Agen, tiré d’un dossier portant la cote 5278 W5 des Archives départementales de Haute-Garonne) et exécutés le 5 janvier 1944 : Maurice Lessauque, Edouard Porte, Raoul Rogalle, Roland Goumy, Aurélien Desbarats, Louis Coulanges, Ernest Couderc, Paul Quandalle et Noël Pujos.
- Le 8 avril 1944 (veille de Pâques) sont transportés les corps des dix résistants jugés le matin par un « tribunal » allemand dont Jean-Roger Blancheton, Jean Brisseau, Maurice Dubois, François Laguerre et Roger Levy, fusillés vers dix-sept heures à la prison Saint-Michel de Toulouse, selon les lettres adressées aux familles et en particulier celle de François Laguerre donnant les détails horaires.
- Le 18 avril à dix-huit heures et enfin le 19 avril à sept heures du matin, avec les trois corps de Charles Boizard, Georges Larrive et vraisemblablement Émile Coiry. Le nom de ce dernier est mentionné comme Ernest Goiry sur la stèle dédiée[4].

### Liste des martyrs de la stèle de Bordelongue à Lafourguette, Toulouse
- [Arlet] Henri, Joseph, Yves Arlet, né le 19 mai 1922 à Sarlat (Dordogne), étudiant à Sarlat[M 1] ;
- [Arnaud]  Roger, Marie, Gonzague Arnaud, né le 13 mars 1913 à Revel (Haute-Garonne), entrepreneur à Durfort (Tarn)[M 2] ;
- [Béteille]  Émile, Éloi Béteille, né le 6 juin 1909 à l’Albarède (Tarn), cantonnier à Arfons (Tarn)[M 3] ;
- [Blancheton]  Roger, Jean Blancheton, né le 30 mai 1909 à Loubens (Gironde), cultivateur à Neuffons (Gironde)[M 4] ;
- [Boizard]  Charles Boizard, né le 22 septembre 1922 à Fumel (Lot-et-Garonne), instituteur à Couvert (Lot)[M 5] ;
- [Brisseau]  Jean Brisseau, né le 20 juin 1910 à Duras (Lot-et-Garonne), boucher-expéditeur à Duras[M 6] ;
- [Coiry]  Émile, Pierre, Marie Coiry, né le 10 avril 1921 à Bains-sur-Oust (Ille-et-Vilaine), cultivateur puis FTPF du Lot[M 7] ;
- [Couderc]  Ernest Couderc, né le 24 juillet 1897 à Maxou (Lot), grossiste en fruits et primeurs au Passage d’Agen (Lot-et-Garonne)[M 8] ;
- [Coulanges]  Louis Coulanges, né le 1er février 1897 à Laplume (Lot-et-Garonne), cultivateur à Saint-Vincent-de-Lamontjoie (Lot-et-Garonne)[M 9] ;
- [Desbarats]  Aurélien Desbarats, né le 10 février 1887 à Pouy-Roquelaure (Gers), cultivateur à Saint-Vincent-de-Lamontjoie (Lot-et-Garonne)[M 10] ;
- [Dubois]  Pierre, Alfred, Maurice Dubois, né le 14 juin 1912 à Duras (Lot-et-Garonne), forgeron à Duras[M 11] ;
- [Ducès]  Fernand, François Ducès, né le 13 novembre 1890 à Miramont-d'Astarac (Gers), cultivateur à L'Isle-de-Noé (Gers)[M 12] ;
- [Fraisse]  Henri, Lucien Fraisse, né le 4 février 1913 à Pau (Pyrénées-Atlantiques), employé à la mairie de Pau[M 13] ;
- [Goumy]  Roland, Roger Goumy, né le 30 mars 1916 à Guéret (Creuse), chef de service au ravitaillement général à Agen (Lot-et-Garonne)[M 14] ;
- [Guyaux]  Edmond, Victor Guyaux, né le 15 juillet 1922 à Vireux-Wallerand (Ardennes), étudiant à Toulouse (Haute-Garonne)[M 15] ;
- [Lacabanne]  Henri Lacabanne, né le 30 mars 1909 à Monein (Pyrénées-Atlantiques), employé de banque à Pau (Pyrénées-Atlantiques)[M 16] ;
- [Laguerre]  François, Joseph Laguerre, né le 31 mars 1910 à Toulouse (Haute-Garonne), chef de gare à Duras (Lot-et-Garonne)[M 17] ;
- [Larrive]  Georges, René, Robert Larrive, né le 23 juin 1923 à Cahors (Lot), conducteur typographe à Cahors[M 18] ;
- [Lassauque]  Maurice Lassauque, né le 18 mars 1908 à La Courtine (Creuse), transporteur à Agen (Lot-et-Garonne)[M 19] ;
- [Lévy]  Roger Lévy, né le 13 février 1901 à Montbéliard (Doubs), capitaine de réserve à Sainte-Bazeille (Lot-et-Garonne)[M 20] ;
- [Mantien]  Louis, Albert Mantien, né le 30 octobre 1919 à Connerré (Sarthe), employé domicilié à Billère (Pyrénées-Atlantiques)[M 21] ;
- [Mathou]  Paul, Jacques, François, Henri Mathou, né le 31 août 1922 à Tarbes (Hautes-Pyrénées), étudiant domicilié à Bagnères-de-Bigorre (Hautes-Pyrénées)[M 22] ;
- [Porte]  Adrien, Édouard, Joseph Porte, né le 13 septembre 1906 à Bernac-Debat (Pyrénées-Atlantiques), inspecteur de l’Enregistrement à Agen (Lot-et-Garonne)[M 23] ;
- [Pujos]  Noël Pujos, né le 17 décembre 1899 à Fals (Lot-et-Garonne), cultivateur à Fals[M 24] ;
- [Quandalle]  Paul, Auguste Quandalle, né le 28 septembre 1908 à Saint-Martin-Choquel (Pas-de-Calais), cultivateur à Fals (Lot-et-Garonne)[M 25] ;
- [Rogale]  Raoul, Guillaume Rogale, né le 16 mai 1908 à Caudecoste (Lot-et-Garonne), coiffeur à Caudecoste[M 26] ;
- [Sauvegrain] Jacques Sauvegrain, né le 8 octobre 1921 à Paris (XIVe arr.), étudiant à Toulouse (Haute-Garonne)[M 27] ;
- [Vasseur]  André, Daniel, Alexandre Vasseur (Pseudonyme « Jaxerre »), né le 24 janvier 22 à Drucat (Somme), employé à la mairie de Toulouse (Haute-Garonne)[M 28].

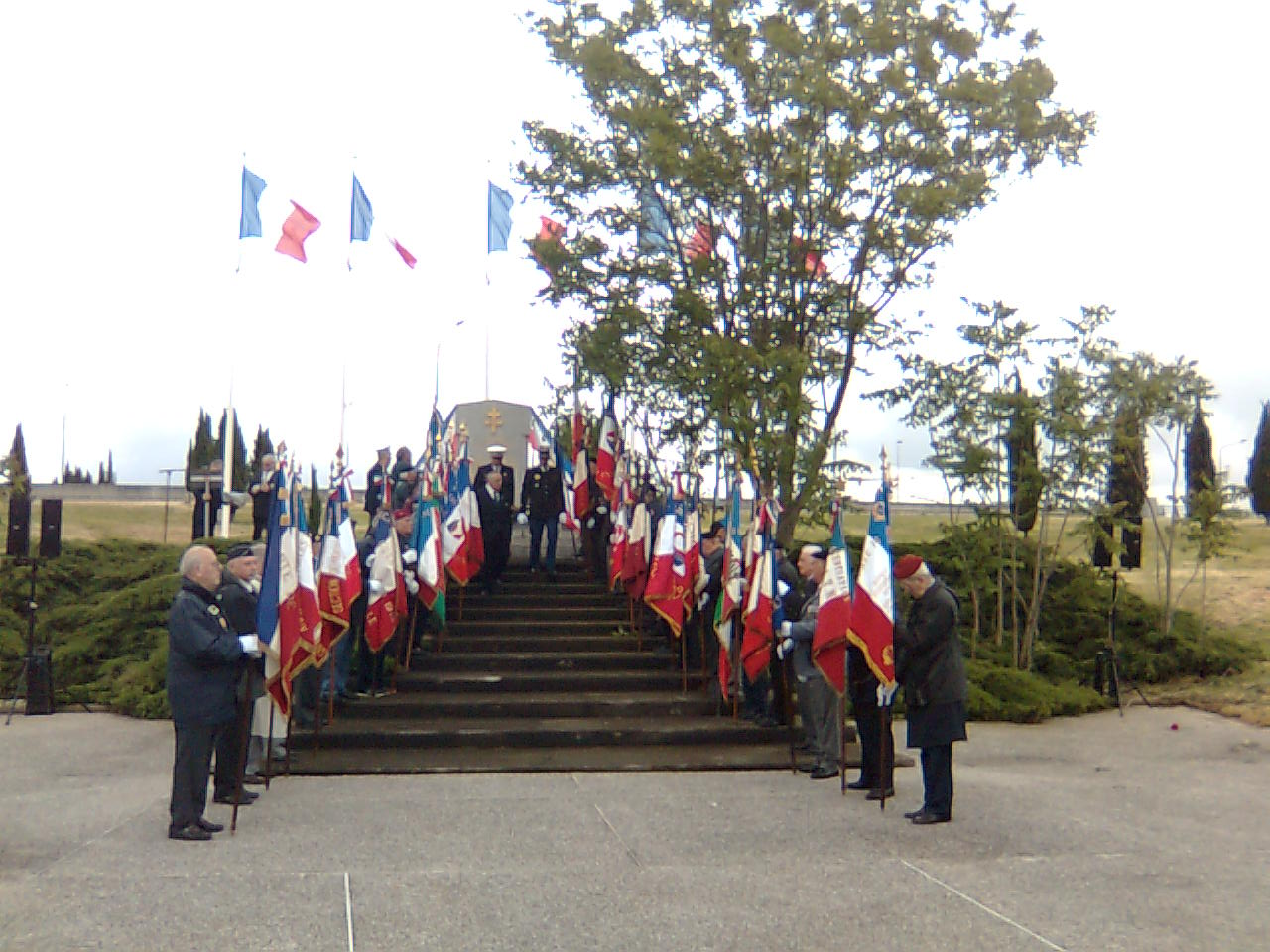
La cérémonie d'hommage aux martyrs en 2008.

### Cérémonies
Chaque année a lieu après le 8 mai une cérémonie d'hommage aux martyrs. En 2008, cette cérémonie a été honorée par la présence de Pierre Cohen, nouveau maire de Toulouse en la présence du président du Conseil général, de la députée…

## Sources et références
Sources
- Pierre Salies, Dictionnaire des rues de Toulouse, Toulouse, Milan, 1989.
- Vaincre no 4 du vendredi 8 septembre 1994, quotidien des Forces Françaises Intérieures.
- Le Patriote du Sud-Ouest, no 18 du jeudi 7 septembre 1944.
- Archives Départementales de la Haute-Garonne.
- Musée de la résistance de Toulouse.

Références
1. 1 2  E. Leroy, « Le charnier de Bordelongue », sur francoisverdier-liberationsud.fr, 8 septembre 2019 (consulté le 21 décembre 2021).
2. ↑  Gilles Gaudou, « Stèle des martyrs de Bordelongue (Relevé no 95975) », sur MémorialGenWeb, 3 janvier 2018 (consulté le 21 décembre 2021).
3. ↑  Jacques David et Denise Bailly-Michels (dir.), « Les martyrs de Bordelongue », Châteaubriant, Cachan, impr. LNI, no 266,‎ 30 septembre 2018, p. 7 / 13 (ISSN 0995-8584, lire en ligne [PDF], consulté le 21 décembre 2021).
4. 1 2  André Balent, « Toulouse (Haute-Garonne), prison Saint-Michel et charnier de Bordelongue, 9 novembre 1943 - 18 avril 1944 », sur fusilles-40-44.maitron.fr (consulté le 21 décembre 2021).
5. ↑  « Mémoire : Cérémonie des 28 martyrs de Bordelongue », sur lafourguette.fr, 3 septembre 2020 (consulté le 20 décembre 2021).

Références des martyrs de la stèle
(Sauf mentions contraires, les informations sont issues du site : fusilles-40-44.maitron.fr).
1. ↑  André Balent et Jean-Pierre Besse, « Arlet Henri, Joseph, Yves [Pseudonyme : Hubert Arnaux] » (consulté le 20 décembre 2021).
2. ↑  André Balent et Jean-Pierre Besse, « Arnaud Roger, Marie, Gonzague » (consulté le 20 décembre 2021).
3. ↑  André Balent et Jean-Pierre Besse, « Béteille Émile, Éloi » (consulté le 20 décembre 2021).
4. ↑  André Balent, Jean-Pierre Besse et Serge Tilly, « Blancheton Jean, Roger » (consulté le 20 décembre 2021).
5. ↑  André Balent et Jean-Pierre Besse, « Boizard Charles » (consulté le 20 décembre 2021).
6. ↑  Jean-Pierre Besse, « Brisseau Jean » (consulté le 20 décembre 2021).
7. ↑  André Balent et Julien Lucchini, « Coiry Émile, Pierre, Marie, alias Mermoz » (consulté le 20 décembre 2021).
8. ↑  Jean-Pierre Besse, « Couderc Ernest alias Victoire » (consulté le 20 décembre 2021).
9. ↑  André Balent et Jean-Pierre Besse, « Coulanges Louis » (consulté le 20 décembre 2021).
10. ↑  Jean-Pierre Besse, « Desbarats Aurélien » (consulté le 20 décembre 2021).
11. ↑  André Balent et Jean-Pierre Besse, « Dubois Pierre, Alfred, Maurice » (consulté le 20 décembre 2021).
12. ↑  Dominique Tantin et Jean-Pierre Besse, « Ducès Fernand, François » (consulté le 20 décembre 2021).
13. ↑  Jean-Pierre Besse, « Fraisse Henri, Lucien » (consulté le 20 décembre 2021).
14. ↑  Jean-Pierre Besse, « Goumy Roland, Roger » (consulté le 20 décembre 2021).
15. ↑  André Balent et Julien Lucchini, « Guyaux Edmond, Victor [alias Guignol] » (consulté le 20 décembre 2021).
16. ↑  Jean-Pierre Besse et André Balent, « Lacabanne Henri » (consulté le 20 décembre 2021).
17. ↑  André Balent, Jean-Pierre Besse et Frédéric Stévenot, « Laguerre François, Joseph » (consulté le 20 décembre 2021).
18. ↑  André Balent, Jean-Pierre Besse, Marie-Cécile Bouju et Delphine Leneveu, « Larrive Georges, {René}, Robert, pseudonyme Mezilleux ou Mezilleuse » (consulté le 20 décembre 2021).
19. ↑  François Frimaudeau et Michel Thébault, « Lassauque Maurice, pseudonyme Le Floch » (consulté le 21 décembre 2021).
20. ↑  Jean-Pierre Besse, « Lévy Roger » (consulté le 21 décembre 2021).
21. ↑  André Balent et Jean-Pierre Besse, « Mantien Louis, Albert » (consulté le 21 décembre 2021).
22. ↑  Jean-Pierre Besse et André Balent, « Mathou Paul, Jacques, François, Henri » (consulté le 21 décembre 2021).
23. ↑  Jean-Pierre Besse, « Porte Adrien, Édouard, Joseph » (consulté le 21 décembre 2021).
24. ↑  Jean-Pierre Besse et Delphine Leneveu, « Pujos Noël » (consulté le 21 décembre 2021).
25. ↑  Jean-Pierre Besse et Delphine Leneveu, « Quandalle Paul, Auguste » (consulté le 21 décembre 2021).
26. ↑  Jean-Pierre Besse, « Rogale Raoul, Guillaume » (consulté le 21 décembre 2021).
27. ↑  André Balent et Julien Lucchini, « Sauvegrain Jacques » (consulté le 21 décembre 2021).
28. ↑  André Balent et Jean-Pierre Besse, « Vasseur André, Daniel, Alexandre » (consulté le 21 décembre 2021).